# Taťjana Firovová
Taťjana Pavlovna Firovová (rusky: Татьяна Павловна Фирова; * 10. října 1982, Sarov) je ruská atletka, která se věnuje hladké čtvrtce a štafetovým běhům.

## Kariéra
V roce 2001 se stala v italském Grossetu juniorskou mistryní Evropy v běhu na 400 metrů. O dva roky později získala dva individuální úspěchy, když vybojovala bronz na evropském šampionátu do 23 let v Bydhošti a zlatou medaili na světové letní univerziádě v jihokorejském Tegu.

## Osobní rekordy
- 400 m (hala) – 51,13 s – 13. března 2010, Dauhá
- 400 m (dráha) – 50,08 s – 16. července 2006, Tula